# 布雷若德阿雷亚
布雷若德阿雷亚是巴西马拉尼昂州的一个市镇。总面积482.892平方公里，总人口5819人，人口密度12.1人/平方公里。